# Huracán Erin (1995)
El huracán Erin fue el primer huracán que azotó los Estados Unidos continentales desde el huracán Andrew de 1992. El quinto ciclón tropical, la quinta tormenta nombrada y el segundo huracán de la inusualmente activa temporada de huracanes del Atlántico de 1995, Erin se formó a partir de una onda tropical cerca del sureste de las Bahamas el 31 de julio de 1995. Moviéndose hacia el noroeste, el ciclón se intensificó hasta convertirse en un huracán de categoría 1 en la escala de huracanes de Saffir-Simpson (EHSS) cerca de Cayo Rum unas 24 horas después. Tras un breve desplazamiento hacia el norte-noroeste el 1 de agosto, Erin comenzó a moverse hacia el oeste-noroeste. Posteriormente, el ciclón se desplazó sobre el noroeste de las Bahamas, incluyendo las islas Ábaco y Gran Bahama. La madrugada del 2 de agosto, Erin tocó tierra cerca de Vero Beach, Florida, con vientos de 137 km/h (85 mph). El huracán se debilitó al cruzar la península de Florida y descendió a intensidad de tormenta tropical antes de emerger al Golfo de México ese mismo día.
La madrugada del 3 de agosto, Erin se intensificó de nuevo hasta convertirse en un huracán de categoría 1. Tras intensificarse aún más, el ciclón se intensificó brevemente hasta convertirse en un huracán de categoría 2, alcanzando vientos máximos sostenidos de 160 km/h (100 mph) mientras el ojo tocaba tierra en Fort Walton Beach, Florida. Erin se debilitó ligeramente a huracán de categoría 1 mientras rozaba la costa del Panhandle de Florida, antes de tocar tierra en Pensacola Beach el 3 de agosto con vientos de 137 km/h (85 mph). Tras adentrarse tierra adentro, el sistema se debilitó rápidamente a tormenta tropical sobre Misisipi la madrugada del 4 de agosto y luego a depresión tropical varias horas después. Erin procedió a desplazarse hacia el noreste y luego hacia el este a través del interior del este de Estados Unidos, antes de fusionarse con un sistema frontal en Virginia occidental el 6 de agosto.
Las bandas externas de Erin causaron siete muertes en Jamaica: cinco de ellas debido a un accidente aéreo y las otras dos tras el impacto de un rayo sobre dos adolescentes. Gran parte de las Bahamas se vio afectada por la tormenta, incluidas todas las islas entre Mayaguana y Gran Bahama. Sin embargo, los daños fueron generalmente menores, totalizando alrededor de $400 mil (1995 USD) . En Florida, las estaciones de observación registraron vientos sostenidos de hasta 86 mph (138 km/h) en Sebastian Inlet y ráfagas de hasta 101 mph (163 km/h) en Pensacola Naval Air Station. Más de 1 millón de personas en toda Florida se quedaron sin electricidad durante la tormenta. Más de 5,000 casas y edificios sufrieron algún grado de daño, la mayoría en el condado de Brevard y el oeste del Panhandle de Florida. Nueve muertes ocurrieron en Florida, seis por ahogamiento y tres por causas indirectas. En Alabama, la tormenta dañó más de 100 casas en todo el estado, así como 17 escuelas y entre el 50 y el 75 por ciento de los cultivos de nueces pecanas solo en el condado de Baldwin. Varios otros estados informaron inundaciones menores y daños por viento. En todo Estados Unidos, Erin causó alrededor de $700 millones en daños, gran parte de los cuales se produjeron en Florida.

## Historia meteorológica
Una onda tropical emergió en el océano Atlántico desde la costa oeste de África el 22 de julio de 1995. El sistema, acompañado por dos centros de circulación de bajo nivel distintos y una amplia área de convección, se desplazó hacia el oeste o el oeste-noroeste durante gran parte de su duración debido a la influencia del área de alta presión de Bermudas y una segunda área de alta presión sobre la región del Atlántico Medio de los Estados Unidos. Ambas circulaciones generaron convección profunda para el 27 de julio mientras se encontraban a unos cientos de millas al noreste de las Islas de Sotavento. Cerca del mediodía del 30 de julio, las estimaciones del número T alcanzaron 2,5, lo que indica la fuerza de una tormenta tropical. Como resultado de la organización del sistema y su proximidad a las Bahamas y Florida, los vuelos de aeronaves de reconocimiento sobrevolaron el sistema entre el 28 y el 30 de julio, pero no localizaron una circulación cerrada. La cizalladura vertical del viento del suroeste generada por un área de baja presión en niveles altos impidió inicialmente una mayor ciclogénesis tropical. Un vuelo especial nocturno sobre el sistema localizó una circulación cerrada. Como resultado, la tormenta tropical Erin se desarrolló justo al oeste de las Islas Turcas y Caicos alrededor de las 00:00 UTC del 31 de julio.

El huracán Erin toca tierra por primera vez en Florida central

Erin continuó desarrollándose lentamente, persistentemente obstaculizada por la cizalladura del viento. En su primer aviso sobre la tormenta, el Centro Nacional de Huracanes (NHC) predijo un fortalecimiento muy lento debido a que el centro de circulación está ubicado fuera de la convección profunda. La tormenta se intensificó de manera constante mientras se movía lentamente hacia el oeste-noroeste y se convirtió en un huracán de categoría 1 cerca de Rum Cay alrededor de las 00:00 UTC del 1 de agosto, después de que un vuelo de un avión de reconocimiento observara vientos a nivel de vuelo de 99 mph (159 km/h) y las imágenes satelitales notaran un sistema más definido y indicios del desarrollo de un ojo. Posteriormente, Erin aceleró ligeramente, pasando de una velocidad de avance de 9,7 a 27,4 km/h (6 a 17 mph) y luego se desplazó brevemente hacia el noroeste debido a una zona de baja presión en altura cerca de Florida. El 1 de agosto, el huracán pasó sobre o muy cerca de varias islas de las Bahamas, entre ellas Cat Island, Eleuthera, las islas Ábaco y Gran Bahama. Alrededor de las 06:15 UTC del 2 de agosto, Erin tocó tierra cerca de Vero Beach, Florida, con vientos de 85 mph (137 km/h), según una velocidad del viento similar observada en el anemómetro del Instituto Tecnológico de Florida en Sebastian Inlet. El ciclón se convirtió en el primer huracán que azotó Estados Unidos desde el huracán Andrew de 1992. Aunque la tormenta se mantuvo bien organizada mientras cruzaba la península de Florida – excepto por perder su figura ocular – rápidamente se debilitó a tormenta tropical unas seis horas más tarde, con vientos que cayeron a 60 mph (97 km/h).
Tras emerger al este del Golfo de México el 2 de agosto, Erin se intensificó rápidamente a categoría 1 a las 00:00 UTC del 3 de agosto, mientras describía una curva hacia el noroeste. Una parte de la pared del ojo tocó tierra en Fort Walton Beach, en Florida, alrededor de las 13:30 UTC del 3 de agosto. En ese momento, los datos de viento Doppler del Servicio Meteorológico Nacional de los Estados Unidos (NSW) local indicaron velocidades del viento superiores a 185 km/h (115 mph) a 3,000 m (9,800 pies) sobre el suelo, lo que se traduce en vientos sostenidos de aproximadamente 160 km/h (100 mph) en tierra. Como resultado, Erin se elevó a categoría 2 en el análisis posterior y alcanzó vientos máximos sostenidos de 160 km/h (100 mph) y una presión barométrica mínima de 973 mbar (28,7 inHg). La tormenta permaneció cerca de la costa y se debilitó levemente antes de tocar tierra en la playa de Pensacola, Florida, alrededor de las 16:00 UTC del 3 de agosto con vientos de 85 mph (137 km/h). Con la llegada a tierra, Erin se convirtió en el primer huracán en azotar el área de Pensacola desde un huracán en 1926. Erin se debilitó inicialmente rápidamente tras adentrarse tierra adentro, alcanzando la intensidad de tormenta tropical sobre el sur de Misisipi alrededor de las 00:00 UTC del día siguiente, antes de deteriorarse a depresión tropical sobre el centro de Misisipi aproximadamente 12 horas después. El ciclón giró hacia el norte cerca del río Misisipi, a lo largo de la frontera entre Arkansas y Tennessee, la madrugada del 5 de agosto, antes de virar hacia el noreste poco después y luego hacia el este sobre el sur de Indiana y Ohio. La tormenta se fusionó con un sistema frontal sobre Virginia occidental alrededor de las 12:00 UTC del 6 de agosto.

## Preparativos

### Cuba
En Cuba, los equipos de emergencia en la provincia de Ciego de Ávila entraron en alerta el 1 de agosto. Los funcionarios de defensa civil también comenzaron a mitigar los posibles impactos.

### Bahamas
El gobierno de las Bahamas emitió varias alertas y vigilancias de ciclón tropical para el archipiélago. A partir de las 03:30 UTC del 31 de julio, entró en vigor una alerta de tormenta tropical para el centro y sureste de las Bahamas y una vigilancia de tormenta tropical para el noroeste, antes de que el gobierno elevara la vigilancia a una alerta a las 09:00 UTC. Posteriormente, la alerta de tormenta tropical se elevó a una alerta de huracán para todo el país a las 15:00 UTC. El gobierno bahamés canceló gradualmente la alerta para ciertas zonas del país a medida que Erin avanzaba hacia Florida, y la parte de la alerta no permaneció en vigor después de la 01:00 UTC del 2 de agosto. El gobierno de las Bahamas también colaboró con la evacuación de los residentes costeros y la apertura de refugios atendidos por la Cruz Roja y organismos gubernamentales. El 31 de julio, el Aeropuerto de Freeport cerró.

### Estados Unidos

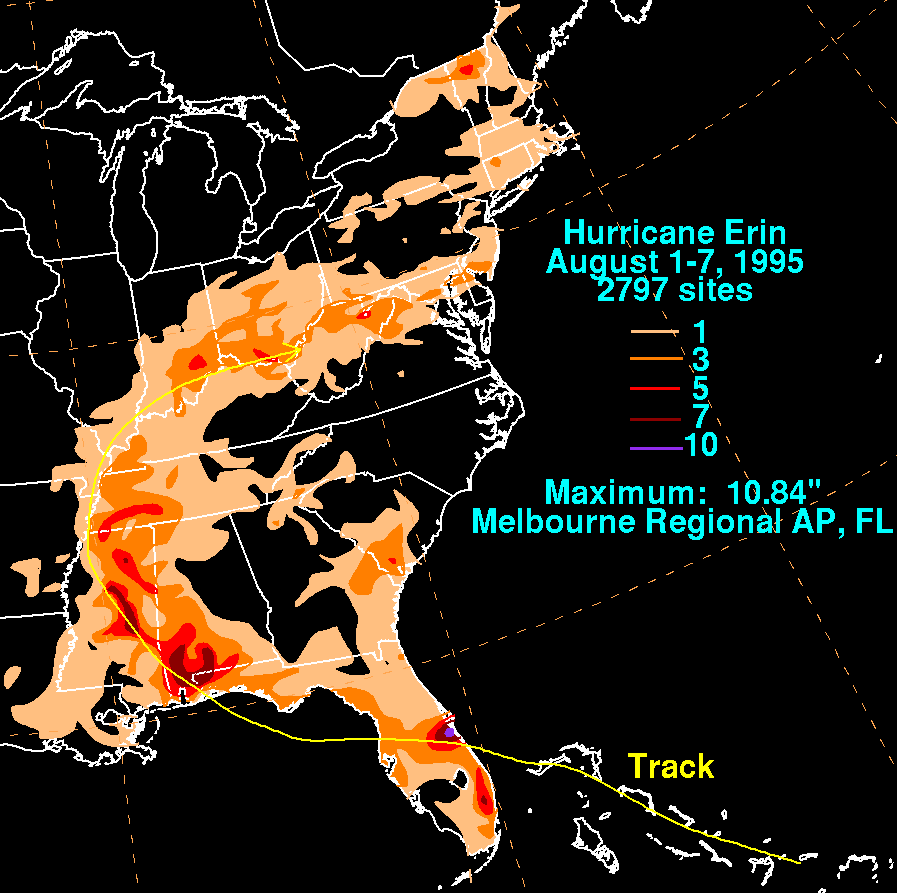
Precipitación total de Erin

#### Florida
En Florida, las alertas y avisos emitidos anticipadamente comenzaron a las 03:30 UTC del 31 de julio, con una alerta de tormenta tropical desde Sebastian Inlet hacia el sur en la costa este y desde Venice hacia el sur en la costa oeste, incluyendo la bahía de Florida y todos los cayos de Florida. Once horas y media después, el Centro Nacional de Huracanes (NHC) elevó la alerta de la costa este, la Bahía de Florida y los Cayos de Florida a una alerta de huracán, mientras que elevó la alerta de tormenta tropical existente desde Venice hasta Everglades City a una alerta de huracán y también colocó el lago Okeechobee bajo alerta de huracán. El Centro Nacional de Huracanes (NHC) cambió las alertas hacia el norte, ya que Erin parecía ser una amenaza más inminente para la costa este de Florida central, en lugar de Gold Coast o los Cayos de Florida. A las 15:00 UTC del 1 de agosto, la alerta de huracán se extendió desde New Smyrna Beach hacia el sur hasta los Cayos de Florida. También el 1 de agosto, el Centro Nacional de Huracanes (NHC) emitió alertas y avisos adicionales a lo largo de la costa oeste y el Panhandle de Florida. Tras el avance de la tormenta hacia el interior de Florida Central al día siguiente, el Centro Nacional de Huracanes (CNH) suspendió las alertas y avisos en la costa este, pero emitió un aviso de huracán desde el río Suwannee hacia el oeste a las 19:00 UTC. El Centro Nacional de Huracanes (NHC) retiró este aviso y todos los demás el 3 de agosto, después de que Erin tocara tierra en el Panhandle de Florida.
El gobernador de Florida, Lawton Chiles, declaró el estado de emergencia el 31 de julio para el centro y sur de Florida, lo que permitió la activación de la Guardia Nacional de Florida y que los funcionarios del condado emitieran órdenes de evacuación. Ese mismo día, el sitio web del Centro Nacional de Huracanes (NHC) experimentó un aumento significativo de tráfico, con aproximadamente 100.000 visitas a la página principal entre el mediodía y la medianoche. Los servidores informáticos no pudieron gestionar el tráfico web adicional y las líneas telefónicas de datos se colapsaron, lo que obligó al Centro Nacional de Huracanes (NHC) a cerrar el sitio web el 1 de agosto. Inicialmente, se decretaron evacuaciones obligatorias para 800.000 personas en Florida como preparación. A medida que la tormenta avanzaba hacia el norte, la orden de evacuación se redujo a aproximadamente 400.000 personas. Muchos bancos, universidades y centros comerciales de Florida cerraron sus puertas. Las autoridades estatales suspendieron los peajes en la autopista de peaje de Florida, mientras que las autoridades locales los eliminaron temporalmente en las autopistas de peaje de Florida Central. La alta demanda de agua embotellada provocó que Publix produjera un camión lleno de botellas de agua, equivalente a unos 9,000 galones estadounidenses (34,000 litros; 7,500 galones imperiales) de agua, aproximadamente cada 90 minutos en sus instalaciones de Lakeland. A medida que Erin se acercaba al centro de Florida, aproximadamente 14.000 personas pasaron la noche en los 200 refugios abiertos en todo el estado.
Mucha gente en la costa este desconfiaba de Erin debido a los recuerdos de la devastación causada por el huracán Andrew apenas tres años antes. Las autoridades de los Cayos de Florida ordenaron la evacuación de los residentes que vivían en casas móviles, y la Cruz Roja abrió 17 refugios con capacidad para 15,285 personas. Además, decenas de miles de turistas abandonaron los Cayos de Florida. Las autoridades de los condados de Miami-Dade, Broward y Palm Beach ordenaron en conjunto la evacuación de cerca de 650.000 personas. Las autoridades del condado de St. Lucie emitieron una orden de evacuación obligatoria para los residentes de la costa, orden que fue acatada por unas 30.000 personas. Unas 600 personas se alojaron en un refugio del condado. En el condado de Brevard, aproximadamente 100.000 personas que viven en islas barrera recibieron órdenes de evacuación. La NASA retiró el transbordador espacial Endeavour de la plataforma de lanzamiento al edificio de ensamblaje de vehículos del Centro Espacial Kennedy debido al huracán Erin. Se emitieron alertas de inundación y vientos fuertes para toda la zona este de Florida Central. También se emitieron alertas y avisos de tornado para la zona este de Florida Central. Los parques temáticos de Florida Central, como Cypress Gardens y Splendid China, cerraron por un día. Aunque otras atracciones como Disney World, SeaWorld y Universal Studios no cerraron debido a la tormenta, abrieron unas horas más tarde de lo habitual el 2 de agosto.
Los residentes y algunos funcionarios del oeste del Panhandle de Florida podrían haber sido engañados inadvertidamente con una falsa percepción de seguridad debido a las proyecciones del Centro Nacional de Huracanes (NHC) que indicaban que la tormenta tocaría tierra cerca de la Bahía Apalachee, mientras que las alertas posteriores del 2 de agosto indicaban que tocaría tierra en Misisipi. Como resultado, se emitieron órdenes de evacuación con poca antelación. Aproximadamente 10.000 residentes de la costa del Panhandle de Florida fueron evacuados, aunque sólo unas 600 personas permanecieron en un refugio local. Sin embargo, del resto de las personas evacuadas, aproximadamente 1,300 se alojaron en un refugio en el condado de Escambia y 500 en refugios del condado de Santa Rosa. Los equipos de emergencia enviaron avisos de evacuación a 2,003 residentes de Pensacola Beach mediante mensajes telefónicos pregrabados apenas horas antes de que Erin tocara tierra. Como resultado, 812 personas fueron evacuadas de la comunidad. En general, solo entre el 30 y el 40% de quienes recibieron la orden de evacuar decidieron hacerlo. En el condado de Escambia, el departamento de policía envió entre 50 y 60 vehículos para patrullar contra los saqueos. Aproximadamente 300 aviones militares del Panhandle de Florida fueron evacuados a bases en Georgia, Kentucky, Mississippi, Carolina del Norte, Ohio, Carolina del Sur, Texas y Virginia.

#### En otros estados
El Centro Nacional de Huracanes (CNH) también emitió alertas y vigilancias de ciclón tropical en Alabama, Luisiana y Misisipi. A las 15:00 UTC del 2 de agosto, el Centro Nacional de Huracanes (CNH) emitió una alerta de tormenta tropical desde Pensacola, Florida, hacia el oeste, hasta la desembocadura del río Perla. Cuatro horas después, el Centro Nacional de Huracanes (CNH) elevó la alerta a alerta de huracán. A las 05:00 UTC del 3 de agosto, la alerta de huracán se extendió desde el río Suwannee, en Florida, hasta Morgan City, Luisiana. Sin embargo, cuando la tormenta giró tierra adentro sobre el Panhandle de Florida el 3 de agosto, todas las alertas de huracán se suspendieron esa misma tarde. El 2 de agosto, el gobernador de Alabama, Fob James, declaró el estado de emergencia. En el condado de Baldwin, las autoridades recomendaron la evacuación de Dauphin Island, así como de quienes viven en zonas bajas y casas móviles. Se abrieron dos refugios en el condado. El gobernador de Mississippi, Kirk Fordice, declaró el estado de emergencia. Se abrieron al menos 20 albergues en el estado, todos ellos en los condados costeros de Hancock, Harrison y Jackson. Doce casinos en los tres condados cerraron el 3 de agosto. Unos 180 presos estatales de los condados de Harrison y Jackson fueron trasladados al interior. En Luisiana, el gobernador Edwin Edwards declaró el estado de emergencia. Aproximadamente 9.400 personas recibieron órdenes de evacuación obligatoria, 8.000 de las áreas periféricas de la parroquia de Plaquemines y 1.400 de Grand Isle. Aproximadamente el 95% de estos últimos fueron evacuados, y los que permanecieron fueron en su mayoría trabajadores de emergencia y voluntarios.

## Impactos
El huracán Erin causó un total de 16 muertes, 9 de ellas en Estados Unidos (todas en Florida) y 7 en Jamaica. La tormenta causó daños por aproximadamente $700 millones de dólares estadounidenses, casi todos en Estados Unidos.

### Jamaica
En Jamaica, las fuertes lluvias generadas por las bandas más alejadas de Erin provocaron un accidente aéreo que causó la muerte de cinco personas. El avión, un bimotor Cessna 310, propiedad de RegionAir, transportaba a cuatro empleados de Brinks Jamaica, quienes debían declarar en una audiencia judicial, y a un piloto. El avión despegó del aeródromo de Tinson Pen en Kingston con destino a Montego Bay, parroquia de Saint James. Dos adolescentes también murieron en un campo de fútbol en Braeton, parroquia de Saint Catherine, al ser alcanzados por un rayo asociado con Erin.

### Bahamas
Un tornado generado por la tormenta en Providenciales en las Islas Turcas y Caicos produjo una ráfaga de viento de hasta 147 mph (237 km/h). En las Bahamas, los vientos sostenidos alcanzaron una velocidad máxima de 130 km/h (81 mph) en Cat Island, mientras que las ráfagas de viento alcanzaron los 164 km/h (102 mph) en Gran Bahama. Erin también dejó fuertes lluvias en algunas zonas, incluyendo un total de 309 mm (12,18 pulgadas) en Church Grove, en Crooked Island. Todas las islas de las Bahamas entre Mayaguana y Gran Bahama sufrieron daños, aunque el Departamento de Meteorología de las Bahamas describió el impacto como en su mayoría leve. Gran parte de los daños se debieron al hundimiento de embarcaciones. Otros daños se debieron a daños estructurales y pérdidas de cultivos, especialmente de aguacates, bananas, mangos y sandías. Los daños ascendieron al menos a $400 mil dólares.

### Estados Unidos

#### Florida
En Florida, la ensenada Sebastian registró la velocidad de viento sostenida más alta del estado, de 138 km/h (86 mph). Las ráfagas de viento alcanzaron los 163 km/h (101 mph) en la Estación Aérea Naval de Pensacola. En muchos otros lugares del centro y norte de Florida, así como en el Panhandle de Florida, se registraron ráfagas de viento con fuerza de tormenta tropical o huracán. El huracán dejó precipitaciones leves, principalmente excepto en zonas cercanas a su trayectoria. El Aeropuerto Internacional de Melbourne registró 275 mm (10,84 pulgadas) de precipitación, la mayor cantidad registrada en el estado. Gran parte de las costas del Atlántico y del Golfo de Florida experimentaron mareas y marejadas ciclónicas anormalmente altas, incluyendo marejadas de entre 0,61 y 1,22 m (2 y 4 pies) en la costa este y de entre 0,30 y 0,61 m (1 y 2 pies) en gran parte de la costa oeste. En el Panhandle, Navarre Beach probablemente experimentó marejadas ciclónicas de entre 1,8 y 2,1 m (6 y 7 pies), mientras que Pensacola Beach registró marejadas ciclónicas de entre 0,91 y 1,22 m (3 y 4 pies). Se produjo una erosión costera de leve a moderada a lo largo de las costas del Atlántico y del Golfo de Florida.
Más de un millón de personas en todo el estado se quedaron sin electricidad debido a Erin. El huracán dañó miles de hogares, especialmente en el condado de Brevard, Florida, y la zona oeste del Panhandle. Erin causó aproximadamente $700 millones en daños en Estados Unidos, gran parte de los cuales se produjeron en Florida. El ciclón causó nueve muertes en el estado, seis directas y tres indirectas. Un surfista se ahogó en la costa del condado de Palm Beach, Florida, mientras que las olas en el cabo de San Blas arrastraron a un padre y a su hija mar adentro, donde presumiblemente se ahogaron. El Club Royale, un barco de juegos de azar y cruceros de 234 pies, se hundió aproximadamente a 90 millas al este de Cabo Cañaveral. Tres personas desaparecieron y probablemente se ahogaron después de que el barco se hundiera, aunque otras siete personas fueron rescatadas por la Guardia Costera de los Estados Unidos y otra persona por un barco que pasaba.También se registraron dos infartos relacionados con la tormenta, uno en Fort Pierce y el otro en Tampa. Una novena víctima mortal se produjo en Palm City cuando una pila de madera contrachapada en un garaje se cayó y aplastó a un hombre.
La tormenta tuvo un impacto mínimo en el sur de Florida, con ráfagas de viento que apenas alcanzaron la fuerza de tormenta tropical. Gran parte del área metropolitana de Miami registró entre 51 y 152 mm de lluvia, lo que provocó solo inundaciones menores. A lo largo de la costa del condado de Palm Beach, se produjo una erosión de playas de leve a moderada. El mar embravecido encalló un queche de 17 m cerca de Riviera Beach, lo que obligó al rescate de seis personas. En la Costa del Tesoro (condados de Indian River, Martin y St. Lucie), la tormenta produjo vientos sostenidos de hasta 138 km/h (86 mph) en la ensenada Sebastian. Aunque no se reportaron ráfagas de viento en la ensenada, Vero Beach registró una ráfaga de 110 km/h (70 mph). A pesar de haber sido afectados directamente por el huracán, la región de tres condados y los condados adyacentes del interior de Okeechobee y el sur de Osceola no experimentaron un impacto significativo, cuyos efectos se limitaron principalmente a árboles y carteles caídos e inundaciones menores. La tormenta dañó dos casas en el condado de Indian River. Solo 17.000 empresas y hogares en los condados de Indian River, Martin y St. Lucie en conjunto se quedaron sin electricidad.
Los peores impactos a lo largo de la costa este de Florida ocurrieron en el condado de Brevard, donde los anemómetros registraron ráfagas de viento superficiales de hasta 122 km/h (76 mph) en el Aeropuerto Internacional de Melbourne. La NASA registró una ráfaga máxima de 132 km/h (82 mph) en la cima de una torre de viento en el Centro Espacial Kennedy. Sin embargo, no se registraron datos en varios puntos del condado debido a la evacuación de los observadores. Con base en los daños causados por el viento, se estimó que las ráfagas se mantuvieron por debajo de los 140 km/h (90 mph) en la mayoría de las áreas, aunque algunos lugares aislados podrían haber experimentado ráfagas de viento de alrededor de 160 km/h (100 mph). Los vientos dejaron aproximadamente 151.000 hogares y negocios en el condado sin electricidad. Los cables eléctricos caídos provocaron varios incendios domésticos, que quemaron dos viviendas. En localidades costeras como Indian Harbour Beach, Melbourne Beach y Satellite Beach, los vientos causaron importantes daños en los techos y paredes de docenas de condominios y hoteles de gran altura. Varios edificios y viviendas más pequeños sufrieron daños considerables o quedaron completamente destruidos. Los fuertes vientos en el Aeropuerto Internacional de Melbourne dañaron cinco aviones. Las fuertes lluvias dejaron varias carreteras principales y secundarias intransitables en Melbourne y Palm Bay, incluidos algunos carriles de la Interstate 95. El agua de lluvia provocó el derrumbe del techo de una gran tienda departamental, mientras fuertes precipitaciones inundaron más de 100 negocios y viviendas. Erin generó tres tornados en el condado de Brevard: dos F0 y uno F1. Ambos F0 causaron daños mínimos. El tornado F1, originado en Titusville, Florida, dañó cables eléctricos, letreros y los techos de una tienda Sears y un restaurante McDonald's. Una persona resultó herida después de que el tornado destrozara un ventanal. En total, Erin destruyó completamente 37 estructuras, dañó gravemente 81 y causó daños leves en otras 443 estructuras en todo el condado de Brevard.
Si bien el sur del condado de Osceola sufrió relativamente pocos daños, la tormenta causó un mayor impacto en la zona norte del condado, donde se experimentaron vientos sostenidos con fuerza de tormenta tropical. En el norte del condado de Osceola, particularmente en las ciudades de Buenaventura Lakes, Kissimmee y St. Cloud, los vientos derribaron árboles sobre unas dos docenas de casas y arrancaron los techos o revestimientos de varias casas móviles.En Kissimmee, el departamento de bomberos perdió partes de su techo y la lluvia entró en el edificio, causando daños de entre $25,000 y $50,000. En el Estadio del Condado de Osceola, el viento derribó las cercas de los jardines y dañó el techo del dugout y las ventanas de la cabina de prensa. El Teatro Arcade, en el centro de Kissimmee, perdió su letrero tras ser destrozado por el viento. Aproximadamente 22,000 negocios y hogares se quedaron sin electricidad en todo el condado, pero la mayoría de los cortes se restablecieron en cuestión de horas. Además, Erin generó un tornado F1 cerca del lago Lizzie, ubicado a unos 3 mi (4,8 km) al este de St. Cloud. Aunque el tornado atravesó principalmente una zona boscosa, también derribó un árbol sobre una casa, destruyéndola, y mató a dos caballos.En el Condado de Orange, Erin produjo ráfagas de viento de hasta 62 mph (99,8 km/h) en el Aeropuerto Internacional de Orlando. Los vientos derribaron numerosos árboles y cables eléctricos, dejando a aproximadamente un tercio de los hogares del condado sin electricidad. Un sistema de bombeo falló tras un corte de electricidad, lo que provocó que aguas residuales inundaran una vivienda irreparable en el suroeste del condado de Orange. La tormenta destruyó 65 viviendas y dañó 18 negocios. Se produjeron daños materiales por un valor aproximado de un millón de dólares en todo el condado.
En el condado de Volusia, Florida, aproximadamente 26,000 hogares se quedaron sin electricidad. Diez automóviles sufrieron daños después de que los vientos arrancaran una sección del techo de un condominio de New Smyrna Beach. Los vientos también derribaron el campanario de una iglesia y dañaron dos viviendas. Se produjo una erosión moderada de la playa a lo largo de la costa, incluida una sección de 15 por 4 pies (4,6 por 1,2 m) de arena arrastrada por el agua en el Ponce de Leon Inlet. Los daños en el condado de Seminole, Florida, fueron leves. La tormenta provocó cortes de electricidad generalizados. Entre los edificios que se quedaron sin electricidad se incluye una planta de tratamiento de aguas residuales en Winter Springs, Florida, lo que provocó que aproximadamente 40.000 galones de aguas residuales se derramaran en humedales cercanos. En el condado de Lake, Florida, los vientos provocaron cortes de electricidad en miles de negocios y hogares. Varias casas móviles en una comunidad de Clermont, Florida, sufrieron pérdidas de techo, lo que obligó a la policía a evacuar el parque de casas móviles. Un tornado tocó tierra cerca de Mascotte, Florida, pero solo dañó algunos árboles. Más al norte, las ráfagas de viento en la región de la First Coast alcanzaron un máximo de 60 mph (96,6 km/h) en el puerto deportivo de Fernandina Beach. La tormenta derribó numerosos árboles y cables eléctricos, y dañó varios techos en la región, aunque los demás daños fueron, en su mayoría, menores. Aproximadamente 10,000 clientes se quedaron sin electricidad en el condado de St. Johns, Florida. Dos tornados tocaron tierra en la región. El primero derribó numerosos árboles en la carretera estatal A1A de Florida, al sur de Amelia Island, mientras que el segundo destrozó parcialmente el techo de un centro comercial en Jacksonville Beach, Florida.
Un observador de tormentas en el condado de Polk, Florida observó una ráfaga de viento de 70 mph (112,7 km/h) en Lake Wales.La tormenta dejó a miles de personas sin electricidad en el condado, incluyendo a 3.000 clientes en Lakeland, Florida. Se reportaron árboles y cables eléctricos caídos en todo el condado, pero se registraron pocos daños adicionales. Los condados de Charlotte, DeSoto, Lee y Manatee sufrieron poco impacto, salvo algunos cortes de electricidad, caída de árboles e inundaciones leves en las calles. El área de la Bahía de Tampa experimentó ráfagas de viento de hasta 49 mph (78,9 km/h) en el puente Sunshine Skyway. Un total de 31,789 clientes se quedaron sin electricidad en la región, muchos de ellos en las cercanías de Town 'n' Country. Con mareas que oscilaron entre 1 a 2 pies (0,3 a 0,6 m) sobre el nivel medio del mar en el condado de Hillsborough, Florida, al suroeste de los condados de Pasco y Pinellas, se produjo una erosión menor desde Clearwater Beach hasta Cedar Key, Florida, mientras que se reportaron inundaciones costeras en las carreteras costeras inmediatas desde el condado de Pinellas hasta el condado de Hernando. La tormenta causó una lesión en el condado de Hillsborough después de que los vientos derribaran un árbol sobre una casa en Lutz. Erin dañó gravemente los techos de dos complejos de apartamentos en el condado de Pasco, dejando a 75 personas sin hogar. En el condado de Hernando, unas 6000 personas se quedaron sin electricidad, muchas durante al menos 24 horas. Una casa móvil al norte de Brooksville, Florida, quedó destruida tras la caída de un árbol sobre ella. Los vientos en el condado de Citrus, Florida, derribaron varios cables eléctricos, dejando a cerca de 5,000 residentes sin electricidad. El ayuntamiento de Inverness sufrió daños menores en el techo, mientras que una casa móvil en Floral City, Florida, perdió el techo.
La marejada ciclónica y las mareas anormalmente altas en los condados de Bay y Franklin causaron erosión y daños en las carreteras costeras. Tierra adentro, los vientos causaron daños menores en techos y letreros, con cuatro viviendas afectadas en el condado de Bay. El huracán causó daños menores a moderados a aproximadamente 500 estructuras, incluidas 22 casas, en el sur del condado de Walton, Florida, con un impacto menor más hacia el interior.Vientos huracanados azotaron los condados más occidentales del Panhandle de Florida (Escambia, Florida), Okaloosa y Santa Rosa, Florida, incluyendo vientos sostenidos de hasta 81 mph (130,4 km/h) en el Hurlburt Field, cerca de Mary Esther, Florida, y una ráfaga de hasta 101 mph (162,5 km/h) en la Estación Aérea Naval de Pensacola. La torre del Aeropuerto Internacional de Pensacola fue evacuada debido a los fuertes vientos, por lo que no se dispone de datos de esa ubicación. Erin dañó más de 2,000 viviendas en los tres condados. Se produjeron grandes pérdidas de cultivos en el noroeste de Florida como consecuencia de Erin. Esto incluyó cerca de la mitad de la cosecha de algodón de la región y entre el 20% y el 25% de la de nueces pecanas. Se estima que el 63% de los clientes del sector eléctrico del noroeste de Florida se quedaron sin electricidad durante el huracán. Erin generó dos tornados en el condado de Okaloosa, ambos con clasificación F0. El primero tocó tierra en el campo Hurlburt, derribando varios árboles. El tornado, junto con otros impactos del viento durante la tormenta, causó costos aproximados de entre 3 y 5 millones de dólares a la instalación. Menos de una hora después de que se disipara el tornado anterior, el siguiente tornado tocó tierra en Mary Esther, derribando muchos árboles. Cerca de allí, la Base de la Fuerza Aérea Eglin sufrió daños por aproximadamente 2,5 millones de dólares, principalmente en techos y árboles. En la isla Okaloosa, las mareas de tormenta arrasaron 50 pies (15,2 m) del muelle pesquero, mientras que los vientos dañaron gravemente el techo de un hotel y destrozaron 18 paneles de vidrio de las paredes de su comedor. Un total de 594 residencias en el condado de Okaloosa sufrieron daños como resultado del ciclón.
En el condado de Santa Rosa, la tormenta dejó a Navarre Beach particularmente afectada, donde casi un tercio de los edificios sufrieron daños importantes, incluida la destrucción de cuatro condominios en construcción. Un tornado, clasificado F0, dañó una casa en la comunidad. Los vientos derribaron aproximadamente el 40% de los árboles del Zoológico Gulf Breeze, aunque ningún animal resultó herido. Muchos árboles también cayeron sobre la Ruta 98 de EE. UU. en la Reserva Naval Live Oaks, cerca de Gulf Breeze. Más hacia el interior, se produjeron graves daños y extensos cortes de electricidad en Bagdad y Milton después de que árboles caídos golpearan edificios y líneas eléctricas. Cientos de árboles cayeron sobre cables eléctricos en la Escuela Secundaria Milton. Dos aviones volcaron en el Aeropuerto Peter Prince, pero ninguno sufrió daños importantes. En Pace, más de 15 viviendas en un vecindario sufrieron daños por la caída de pinos. Los vientos destruyeron un restaurante tras derribar todo su muro oeste. El gimnasio de la Escuela Secundaria Pace (Florida) perdió gran parte de su techo y sufrió daños por agua tras la entrada de lluvia. En todo el condado, la tormenta causó algún grado de daño en 448 viviendas.
El condado de Escambia sufrió los peores impactos de Erin. La tormenta generó un tornado de categoría F0 en el condado que dañó una vivienda en Pensacola Beach. Además, una manga marina causó daños por valor de entre $25,000 y $30,000 a embarcaciones en un puerto deportivo de la bahía de Pensacola. Los impactos de Erin dañaron gravemente 38 viviendas y destruyeron otras 9 en Pensacola Beach. Algunos edificios en la zona de Fort Pickens del Gulf Islands National Seashore sufrieron daños menores en el techo. Varios muelles a lo largo de la bahía de Pensacola Beach sufrieron daños parciales. En el Puerto de Pensacola, se desprendió el techo de un almacén del muelle de carga y se dañó un sistema de rociadores, lo que provocó daños por más de $200,000 en el puerto de aguas profundas. Los tres campus del Pensacola State College (antes Pensacola Junior College) sufrieron daños por un valor aproximado de $100,000. La Universidad de West Florida reportó daños en ventanas y techos, lo que causó daños por agua tras la entrada de las lluvias en el edificio. Además, los vientos derribaron más de 300 árboles. Se produjeron graves daños en el techo y el agua dentro del Pensacola Bay Center. De los 68 semáforos de la ciudad, 60 sufrieron daños. Algunas secciones de la Estación Aérea Naval de Pensacola se quedaron sin electricidad, pero el impacto fue mínimo, salvo en el Comando de Entrenamiento Técnico Aeronaval (NATTC). Los edificios del NATTC sufrieron daños por valor de cientos de miles de dólares, principalmente debido a la intrusión de agua y la rotura de ventanas. En el Aeropuerto de Ferguson, los vientos destruyeron un hangar y dañaron varios aviones. Las estimaciones preliminares de daños en el aeropuerto se acercaron a los 400.000 dólares. Erin destruyó 40 viviendas en Pensacola y causó daños en otras 93. El huracán también dañó 416 viviendas en zonas no incorporadas del condado de Escambia y la ciudad de Century, Florida. Los daños a las Escuelas del condado de Escambia totalizaron aproximadamente $13 millones, de los cuales $8,5 millones correspondieron solo a la Workman Middle School. Un total de 2.268 viviendas resultaron dañadas en algún grado en el condado de Escambia, de las cuales 547 sufrieron un impacto importante y otras 49 sufrieron destrucción.

#### Alabama
Tras tocar tierra en el Panhandle de Florida, la tormenta entró rápidamente en Alabama, con vientos sostenidos de hasta 60 km/h (37 mph) y ráfagas de hasta 80 km/h (50 mph), ambos registrados en Fairhope. Sin embargo, se estima que las ráfagas alcanzaron los 160 km/h (100 mph) en el Aeropuerto Municipal de Atmore. Los vientos con fuerza de tormenta tropical en el suroeste de Alabama, incluyendo el área metropolitana de Mobile, derribaron árboles y cables eléctricos. Los cultivos de nueces pecanas del condado de Baldwin sufrieron pérdidas de entre el 50 % y el 75 % de su cosecha total. Diecisiete escuelas del condado sufrieron daños, incluida una en la que 10 aulas se inundaron después de que se le quitara parcialmente el techo al edificio. En el centro de Alabama, las lluvias de Erin apagaron algunos incendios forestales, pero proporcionaron poco alivio adicional para la región afectada por la sequía. Fuertes vientos derribaron varios árboles en el condado de Barbour, uno de los cuales cayó sobre una casa.La tormenta dejó sin electricidad a aproximadamente 37,400 clientes de Alabama Power. Erin causó daños por aproximadamente $40 millones en Alabama.

#### Misisipi
En Misisipi, la tormenta pudo haber producido ráfagas de viento de hasta 97 km/h (60 mph) en Waynesboro. El viento derribó numerosos árboles y cables eléctricos en los condados de Greene, Perry y Wayne. Algunas viviendas a lo largo de la Ruta 45 de los Estados Unidos y en Buckatunna y Waynesboro sufrieron daños, principalmente por la caída de árboles o el desprendimiento de tejas de los techos.Aproximadamente un tercio del condado de Clarke sufrió cortes de electricidad. En el mismo condado, los vientos arrancaron el porche de una casa, derribaron un árbol sobre otra y desprendieron el techo de otra. Erin causó daños por aproximadamente $10 millones en Mississippi.

## Consecuencias
El gobernador de Florida, Lawton Chiles, junto con el director de la Agencia Federal para el Manejo de Emergencias (FEMA), James Lee Witt, el congresista Joe Scarborough y el representante estatal W. D. Childers, recorrieron los daños en el oeste del Panhandle de Florida el 4 de agosto. El gobernador Chiles luego solicitó una declaración de desastre, aprobada por el presidente Bill Clinton para los condados de Bay, Brevard, Escambia, Okaloosa, Santa Rosa y Walton. Sin embargo, a medida que se dispuso de más evaluaciones de daños, un total de 24 condados finalmente se volvieron elegibles para recibir algún tipo de asistencia del gobierno federal. La Administración de Pequeñas Empresas (SBA) también puso préstamos a disposición de quienes poseían viviendas y negocios o alquilaban propiedades en esos seis condados. Para el 24 de agosto, exactamente tres semanas después de que la tormenta tocara tierra en el área de Pensacola, la Agencia Federal para el Manejo de Emergencias (FEMA) había aprobado más de 5,000 solicitudes de ayuda, incluyendo 2,429 del condado de Escambia y 1,367 del condado de Santa Rosa. Para esa fecha, la agencia también había desembolsado $623,618 para alojamiento temporal y $257,000 para pérdidas de bienes personales y reparaciones de viviendas. Un paquete de ayuda creado por la Legislatura de Florida y aprobado por el gobernador Chiles el 25 de agosto gastó $8.8 millones en los 20 condados más afectados para complementar la asistencia federal por desastre. En total, FEMA proporcionó más de $40 millones en ayuda, incluidos $23,1 millones para reparar o reemplazar propiedades e infraestructura públicas, $12,7 millones para préstamos de la SBA, $4,8 millones para programas de mitigación de riesgos, $2,7 millones para vivienda temporal y $1,4 millones en subvenciones familiares.
Muchas de las zonas más afectadas del Panhandle de Florida también sufrieron algunos de los peores impactos del huracán Opal unos dos meses después. Probablemente como resultado de Erin, la mayoría de los residentes costeros fueron evacuados cuando el huracán Opal se aproximaba a tierra. Sin embargo, Opal causó daños mucho mayores, por un total aproximado de $5.1 mil millones de dólares.
El gobernador de Alabama, Fob James, evaluó personalmente los daños en los condados de Baldwin y Escambia. Al describir los daños, James señaló que, "para ser un huracán, fueron mínimos" y también remarcó que el impacto fue mucho menor que el del huracán Frederic de 1979. Cuatro equipos de la Agencia Federal para el Manejo de Emergencias (FEMA) evaluaron los daños en los condados de Baldwin, Escambia y Washington. Tampoco encontraron daños importantes en Erin. Finalmente, no se aprobaría ninguna declaración de desastre para Alabama.